# Top 17 Radia Maribor
Top 17 je uradna glasbena lestvica Radia Maribor. Njeni začetki segajo v leto 1985. Sprva je obsegala 17 pesmi, nato dvakrat po 17 (17 domačih − Top Slovenija – in 17 tujih − Top International), oktobra 2015 se je skrčila na 7 domačih in 7 tujih pesmi ter 3 predloge, a še vedno ohranila ime Top 17. Od junija 2016 vključuje 10 domačih in 7 tujih skladb ter 2 predloga (enega domačega in enega tujega). Istoimenska oddaja, v okviru katere lestvico predstavijo, je na sporedu ob petkih ob 20.00 uri na valovih Radia Maribor www.radiomaribor.si . Že dobra 3 desetletja  jo vodi Robert Zajšek, ki je tudi njen urednik. Tuji del sestavlja Tinček Bradač, domačega pa Gregor Stermecki.
Arhiv oddaje: https://radiomaribor.rtvslo.si/arhiv-top17
Spodaj so navedena prva mesta obeh delov lestvice za posamezni teden od decembra 2011.

### 2011
| #   | Datum   | Top Slovenija            | Top International                       |
| --- | ------- | ------------------------ | --------------------------------------- |
| 48. | 02. 12. | Zlata ribica – Zmelkoow  | We Found Love – Rihanna & Calvin Harris |
| 49. | 09. 12. | Bi šla naprej – Manouche | We Found Love – Rihanna & Calvin Harris |
| 50. | 16. 12. | Bi šla naprej – Manouche | Good Feeling – Flo Rida                 |
| 51. | 30. 12. | Bi šla naprej – Manouche | Dance with Me Tonight – Olly Murs       |

Top 17 leta 2011 (6. 1. 2012)
| #   | Top Slovenija                                 | Top International                                            |
| --- | --------------------------------------------- | ------------------------------------------------------------ |
| 1.  | Kaj pa ti – Bilbi                             | On the Floor – Jennifer Lopez & Pitbull                      |
| 2.  | Vanilija – Maja Keuc                          | A Night Like This – Caro Emerald                             |
| 3.  | Ciao ciao – Katarina Mala                     | Moves Like Jagger – Maroon 5 & Christina Aguilera            |
| 4.  | Na skrivaj – Katja Koren                      | Grenade – Bruno Mars                                         |
| 5.  | Vse bo v redu – Alya                          | Someone Like You – Adele                                     |
| 6.  | Možgani na paši – Nula Kelvina                | Where Them Girls At – David Guetta ft. Nicki Minaj, Flo Rida |
| 7.  | Kje si lubi – Manouche                        | The Lazy Song − Bruno Mars                                   |
| 8.  | Ladadidej – April                             | You and Me – Milow                                           |
| 9.  | Vse bo lepo – Alya                            | I Need a Dollar − Aloe Blacc                                 |
| 10. | Če srce se vname – Bilbi                      | Little Bad Girl − David Guetta ft. Taio Cruz, Ludacris       |
| 11. | Trese se, trese – Robert Jukič                | Nah Neh Nah − Rico Bernasconi vs. Vaya Con Dios              |
| 12. | Zlata ribica – Zmelkoow                       | Loca People − Sak Noel                                       |
| 13. | Če te ena noče, te pa druga hoče – Adi Smolar | We Found Love – Rihanna & Calvin Harris                      |
| 14. | Pridejo časi – Neisha                         | Born This Way – Lady Gaga                                    |
| 15. | Magično – Dan D                               | Glad You Came – The Wanted                                   |
| 16. | Malishka – Siddharta                          | We R Who We R – Kesha                                        |
| 17. | Povej (a me maš malo rad) – Nipke & Maša      | Judas − Lady Gaga                                            |

### 2012
| #   | Datum   | Top Slovenija                        | Top International                               |
| --- | ------- | ------------------------------------ | ----------------------------------------------- |
| 1.  | 13. 01. | Bi šla naprej − Manouche             | Levels – Avicii                                 |
| 2.  | 20. 01. | Bi šla naprej − Manouche             | Levels – Avicii                                 |
| 3.  | 27. 01. | Iskrice – Bilbi                      | Levels – Avicii                                 |
| 4.  | 03. 02. | Iskrice – Bilbi                      | Domino – Jessie J                               |
| 5.  | 10. 02. | Iskrice – Bilbi                      | Domino – Jessie J                               |
| 6.  | 17. 02. | Iskrice – Bilbi                      | Mama Do This Humb – Rizzle Kicks                |
| 7.  | 24. 02. | Iskrice – Bilbi                      | Mama Do This Humb – Rizzle Kicks                |
| 8.  | 02. 03. | Rozalija – D'Kwaschen Retashy        | Somebody That I Used to Know – Gotye & Kimbra   |
| 9.  | 09. 03. | Rozalija – D'Kwaschen Retashy        | Somebody That I Used to Know – Gotye & Kimbra   |
| 10. | 16. 03. | Rozalija – D'Kwaschen Retashy        | Ai se eu te pego – Michel Telo                  |
| 11. | 23. 03. | Rozalija – D'Kwaschen Retashy        | Ai se eu te pego – Michel Telo                  |
| 12. | 30. 03. | Ko obrneš novo stran − Gal Gjurin    | Somebody That I Used to Know – Gotye & Kimbra   |
| 13. | 06. 04. | Ko obrneš novo stran − Gal Gjurin    | Somebody That I Used to Know – Gotye & Kimbra   |
| 14. | 13. 04. | Okna na stežaj – Vlado Kreslin       | Somebody That I Used to Know – Gotye & Kimbra   |
| 15. | 20. 04. | Okna na stežaj – Vlado Kreslin       | We Are Young – Fun & Janelle Monae              |
| 16. | 27. 04. | Metulji − Pliš                       | We Are Young – Fun & Janelle Monae              |
| 17. | 04. 05. | Metulji − Pliš                       | Drive By – Train                                |
| 18. | 11. 05. | Metulji − Pliš                       | Drive By – Train                                |
| 19. | 18. 05. | Metulji − Pliš                       | Drive By – Train                                |
| 20. | 25. 05. | Metulji − Pliš                       | Drive By – Train                                |
| 21. | 01. 06. | Metulji − Pliš                       | We Are Young – Fun & Janelle Monae              |
| 22. | 08. 06. | Metulji − Pliš                       | Call Me Maybe – Carly Rae Jepsen                |
| 23. | 15. 06. | Moja pesem – Alya                    | Call Me Maybe – Carly Rae Jepsen                |
| 24. | 29. 06. | Moja pesem – Alya                    | Where You Have Been – Rihanna                   |
| 25. | 06. 07. | Moja pesem – Alya                    | Feel the Love – Rudimental                      |
| 26. | 13. 07. | Moja pesem – Alya                    | Back in Time – Pitbull                          |
| 27. | 20. 07. | Hotel mama – Electrix                | Princess of China – Coldplay & Rihanna          |
| 28. | 27. 07. | Hotel mama – Electrix                | Princess of China – Coldplay & Rihanna          |
| 29. | 03. 08. | Hotel mama – Electrix                | Whistle − Flo Rida                              |
| 30. | 10. 08. | Resnična romansa – Manouche          | Spectrum – Florence & The Machine               |
| 31. | 17. 08. | Resnična romansa – Manouche          | Spectrum – Florence & The Machine               |
| 32. | 31. 08. | Dan priložnosti – Katja Koren & Doša | Heatwave – Wiley                                |
| 33. | 07. 09. | Dan priložnosti – Katja Koren & Doša | Heatwave – Wiley                                |
| 34. | 14. 09. | Dan priložnosti – Katja Koren & Doša | Heatwave – Wiley                                |
| 35. | 21. 09. | Te čakam – In & Out                  | Lost in Your Love – Redlight                    |
| 36. | 05. 10. | Te čakam – In & Out                  | How We Do (Party) – Rita Ora                    |
| 37. | 12. 10. | Te čakam – In & Out                  | Hall of Fame – The Script & will.i.am           |
| 38. | 19. 10. | Škripnu lep – Nula Kelvina           | One Day (Reckoning Song) – Asaf Avidan          |
| 39. | 02. 11. | Ti se ljubiš – Tinkara Kovač         | One Day (Reckoning Song) – Asaf Avidan          |
| 40. | 09. 11. | Ti se ljubiš – Tinkara Kovač         | One Day (Reckoning Song) – Asaf Avidan          |
| 41. | 16. 11. | Dragi – Nana Milčinski               | Diamonds – Rihanna                              |
| 42. | 30. 11. | Dragi – Nana Milčinski               | Beneath Your Beautiful – Labrinth & Emeli Sandé |
| 43. | 07. 12. | Superfajn – Manouche                 | Diamonds – Rihanna                              |
| 44. | 14. 12. | Superfajn – Manouche                 | Little Things – One Direction                   |
| 45. | 21. 12. | Ko tvoja sem še bla – Bilbi          | Little Things – One Direction                   |

Top 17 leta 2012 (28. 12. 2012 in 4. 1. 2013)
| #   | Top Slovenija                        | Top International                             |
| --- | ------------------------------------ | --------------------------------------------- |
| 1.  | Metulji − Pliš                       | Somebody That I Used to Know – Gotye & Kimbra |
| 2.  | Ti se ljubiš – Tinkara Kovač         | We Are Young – Fun & Janelle Monae            |
| 3.  | Rozalija – D'Kwaschen Retashy        | Call Me Maybe – Carly Rae Jepsen              |
| 4.  | Slab spomin − Big Foot Mama          | Feel the Love – Rudimental                    |
| 5.  | Ko obrneš novo stran – Gal Gjurin    | Stronger – Kelly Clarkson                     |
| 6.  | Balada – Katja Koren                 | Payphone – Maroon 5 ft. Wiz Khalifa           |
| 7.  | Pramen dni – MIT                     | Drive By − Train                              |
| 8.  | Iskrice – Bilbi                      | Blow Me − Pink                                |
| 9.  | Te čakam – In & Out                  | Part of Me – Kary Perry                       |
| 10. | Moja pesem – Alya                    | Wild Ones – Flo Rida ft. Sia                  |
| 11. | Dan priložnosti – Katja Koren & Doša | Ai se eu te pego – Michel Telo                |
| 12. | Resnična romansa – Manouche          | Domino – Jessie J                             |
| 13. | Čudež – Papir                        | She Doesn't Mind – Sean Paul                  |
| 14. | Hotel mama – Electrix                | Titanium – David Guetta ft. Sia               |
| 15. | Trboule – The Drinkers               | Princess of China – Coldplay & Rihanna        |
| 16. | Ti si popolna – Erik & Nipke         | One Day (Reckoning Song) – Asaf Avidan        |
| 17. | Napaka – Ultra                       | Back in Time – Pitbull                        |

### 2013
| #   | Datum   | Top Slovenija                                | Top International                                |
| --- | ------- | -------------------------------------------- | ------------------------------------------------ |
| 1.  | 11. 01. | Nekaj v zraku – Tangels, April & Nika Zorjan | Locked Out of Heaven – Bruno Mars                |
| 2.  | 18. 01. | Nekaj v zraku – Tangels, April & Nika Zorjan | Try – Pink                                       |
| 3.  | 25. 01. | Nekaj v zraku – Tangels, April & Nika Zorjan | Try – Pink                                       |
| 4.  | 01. 02. | Kreditno sposobna – Katarina Mala & Murat    | Stay – Rihanna & Mikky Ekko                      |
| 5.  | 08. 02. | Kreditno sposobna – Katarina Mala & Murat    | Stay – Rihanna & Mikky Ekko                      |
| 6.  | 15. 02. | Peron 9 − Papir                              | Stay – Rihanna & Mikky Ekko                      |
| 7.  | 22. 02. | Peron 9 − Papir                              | Thrift Shop – Macklemore & Ryan Lewis            |
| 8.  | 01. 03. | Vse je v glavi − Cover Lover                 | Thrift Shop – Macklemore & Ryan Lewis            |
| 9.  | 08. 03. | Vse je v glavi − Cover Lover                 | Thrift Shop – Macklemore & Ryan Lewis            |
| 10. | 15. 03. | Vse je v glavi − Cover Lover                 | Thrift Shop – Macklemore & Ryan Lewis            |
| 11. | 22. 03. | Vse je v glavi − Cover Lover                 | Mirrors – Justin Timberlake                      |
| 12. | 29. 03. | Vse je v glavi − Cover Lover                 | Mirrors – Justin Timberlake                      |
| 13. | 05. 04. | Vse je v glavi − Cover Lover                 | Just Give Me a Reason – Pink ft. Nate Ruess      |
| 14. | 12. 04. | Dan ljubezni – Nude                          | Just Give Me a Reason – Pink ft. Nate Ruess      |
| 15. | 19. 04. | Dan ljubezni – Nude                          | Just Give Me a Reason – Pink ft. Nate Ruess      |
| 16. | 26. 04. | Dan ljubezni – Nude                          | Just Give Me a Reason – Pink ft. Nate Ruess      |
| 17. | 03. 05. | Zakaj greš mimo – Nana Milčinski             | Let Her Go – Passanger                           |
| 18. | 10. 05. | Nor sigurno ne − Big Foot Mama               | Get Lucky – Daft Punk                            |
| 19. | 17. 05. | Nor sigurno ne − Big Foot Mama               | Get Lucky – Daft Punk                            |
| 20. | 24. 05. | Nor sigurno ne − Big Foot Mama               | Get Lucky – Daft Punk                            |
| 21. | 31. 05. | Nor sigurno ne − Big Foot Mama               | Let Her Go – Passanger                           |
| 22. | 07. 06. | Nov dan – Da Phenomena                       | Everything at Once – Lenka                       |
| 23. | 14. 06. | 505 – Bilbi                                  | Everything at Once – Lenka                       |
| 24. | 21. 06. | 505 – Bilbi                                  | I Love It – Icona Pop                            |
| 25. | 28. 06. | 505 – Bilbi                                  | Blurred Lines – Robin Thicke ft. T.I. & Pharrell |
| 26. | 05. 07. | Poletna noč – 3SOMS                          | Blurred Lines – Robin Thicke ft. T.I. & Pharrell |
| 27. | 12. 07. | Poletna noč – 3SOMS                          | I Love It – Icona Pop                            |
| 28. | 19. 07. | Še imam te rad − Nude                        | Blurred Lines – Robin Thicke ft. T.I. & Pharrell |
| 29. | 26. 07. | Men si fensi – Manouche                      | Blurred Lines – Robin Thicke ft. T.I. & Pharrell |
| 30. | 02. 08. | Men si fensi – Manouche                      | The Other Side – Jason Derulo                    |
| 31. | 09. 08. | Hvala za ribe – Tabu                         | Blurred Lines – Robin Thicke ft. T.I. & Pharrell |
| 32. | 16. 08. | Objem (remix) − Papir                        | Bang Bang – will.i.am                            |
| 33. | 23. 08. | Objem (remix) − Papir                        | Wake Me Up – Avicii                              |
| 34. | 30. 08. | Vse je ljubezen – Alenka Godec               | Wake Me Up – Avicii                              |
| 35. | 06. 09. | Vse je ljubezen – Alenka Godec               | Wake Me Up – Avicii                              |
| 36. | 13. 09. | Čist smooth – Nina Osenar                    | Wake Me Up – Avicii                              |
| 37. | 20. 09. | Nazaj k mami – Eva Beus                      | Hold On We're Going Home – Drake                 |
| 38. | 27. 09. | Nazaj k mami – Eva Beus                      | Hold On We're Going Home – Drake                 |
| 39. | 04. 10. | Nazaj k mami – Eva Beus                      | Hold On We're Going Home – Drake                 |
| 40. | 11. 10. | Nazaj k mami – Eva Beus                      | Counting Stars – OneRepublic                     |
| 41. | 18. 10. | Nazaj k mami – Eva Beus                      | Counting Stars – OneRepublic                     |
| 42. | 25. 10. | Nazaj k mami – Eva Beus                      | Counting Stars – OneRepublic                     |
| 43. | 01. 11. | Muza tvoj'ga bluza – Neisha                  | Count on Me – Chase & Status                     |
| 44. | 08. 11. | Muza tvoj'ga bluza – Neisha                  | Wrecking Ball – Miley Cyrus                      |
| 45. | 15. 11. | Muza tvoj'ga bluza – Neisha                  | Wrecking Ball – Miley Cyrus                      |
| 46. | 22. 11. | Muza tvoj'ga bluza – Neisha                  | Wrecking Ball – Miley Cyrus                      |
| 47. | 29. 11. | Boljši jutri – Nude                          | The Monster – Eminem ft. Rihanna                 |
| 48. | 06. 12. | Grem – Flirrt                                | The Monster – Eminem ft. Rihanna                 |
| 49. | 13. 12. | Nov dan – Muff                               | The Monster – Eminem ft. Rihanna                 |
| 50. | 20. 12. | Nov dan – Muff                               | Timber – Pitbull ft. Ke$ha                       |

Top 17 leta 2013 (3. in 10. 1. 2014)
| #   | Top Slovenija                        | Top International                                |
| --- | ------------------------------------ | ------------------------------------------------ |
| 1.  | Nazaj k mami − Eva Beus              | Love Me Again – John Newman                      |
| 2.  | Vse je v glavi − Cover Lover         | Blurred Lines – Robin Thicke                     |
| 3.  | Muza tvojga bluza – Neisha           | Counting Stars – OneRepublic                     |
| 4.  | Nor sigurno ne – Big Foot Mama       | Roar – Katy Perry                                |
| 5.  | Hvala za ribe – Tabu                 | I Love It – Icona Pop                            |
| 6.  | Pelji me − Da Phenomena              | Burn − Ellie Goulding                            |
| 7.  | Bojna črta − Društvo mrtvih pesnikov | La La La – Naughty Boy ft. Sam Smith             |
| 8.  | 505 – Bilbi                          | Just Give Me a Reason – Pink ft. Nate Ruess      |
| 9.  | Objem (remix) – Papir                | Wake Me Up – Avicii                              |
| 10. | Daj upaj si – Katja Koren            | Let Her Go – Passenger                           |
| 11. | O bog povej – Soulgreg Artist        | Hold On, We're Going Home – Drake                |
| 12. | Dan ljubezni – Nude                  | Count on Me – Chase and Status                   |
| 13. | Svet je tvoj – Nina Pušlar           | My Song Know What You Did – Fall Out Boy         |
| 14. | Zakaj greš mimo – Nana Milčinski     | Other Side of Love – Sean Paul                   |
| 15. | Poletna noč – 3SOMS                  | Wrecking Ball – Miley Cyrus                      |
| 16. | Čist smooth − Nina Osenar            | Mirrors – Justin Timberlake                      |
| 17. | Men si fensi – Manouche              | Thrift Shop – Macklemore & Ryan Lewis feat. Wanz |

### 2014
| #   | Datum   | Top Slovenija                                | Top International                                     |
| --- | ------- | -------------------------------------------- | ----------------------------------------------------- |
| 1.  | 17. 01. | Nova dan − Muff                              | Hey Brother − Avicii                                  |
| 2.  | 24. 01. | Nova dan − Muff                              | Hey Brother − Avicii                                  |
| 3.  | 31. 01. | Mi delamo galamo − Kingston                  | Hey Brother − Avicii                                  |
| 4.  | 07. 02. | Mi delamo galamo − Kingston                  | Happy – Pharrell Williams                             |
| 5.  | 14. 02. | Kava z mlekom – Sweet Peak ft. Katarina Mala | Happy – Pharrell Williams                             |
| 6.  | 21. 02. | Kava z mlekom – Sweet Peak ft. Katarina Mala | Rather Be – Clean Bandit                              |
| 7.  | 28. 02. | Sorry stari – 6 Pack Čukur                   | Rather Be – Clean Bandit                              |
| 8.  | 07. 03. | Sorry stari – 6 Pack Čukur                   | Rather Be – Clean Bandit                              |
| 9.  | 14. 03. | Zvezdni prah – Neisha                        | Rather Be – Clean Bandit                              |
| 10. | 21. 03. | Zvezdni prah – Neisha                        | Shot Me Down − David Guetta ft. Skylar Grey           |
| 11. | 28. 03. | Polja mladih let – Bohem                     | My Love − Route 94 feat. Jess Glynne                  |
| 12. | 04. 04. | Polja mladih let – Bohem                     | My Love − Route 94 feat. Jess Glynne                  |
| 13. | 11. 04. | Polja mladih let – Bohem                     | Money on My Mind − Sam Smith                          |
| 14. | 18. 04. | Spet – Tinkara Kovač                         | All of Me (Tiesto rmx) − John Legend                  |
| 15. | 25. 04. | Spet – Tinkara Kovač                         | Say Something – A Great Big World                     |
| 16. | 02. 05. | To ni blues – Bilbi                          | Say Something – A Great Big World                     |
| 17. | 09. 05. | To ni blues – Bilbi                          | Liar Liar – Cris Cab & Pharrell Williams              |
| 18. | 16. 05. | To ni blues – Bilbi                          | Liar Liar – Cris Cab & Pharrell Williams              |
| 19. | 23. 05. | Domotožja – Papir                            | Waves – Mr. Probz                                     |
| 20. | 30. 05. | Domotožja – Papir                            | Waves – Mr. Probz                                     |
| 21. | 06. 06. | Domotožja – Papir                            | Summer − Calvin Harris                                |
| 22. | 13. 06. | Razprodaja – Manouche & Klemen Klemen        | Summer − Calvin Harris                                |
| 23. | 20. 06. | Male vojne – Tabu                            | Waves – Mr. Probz                                     |
| 24. | 27. 06. | Male vojne – Tabu                            | Waves – Mr. Probz                                     |
| 25. | 04. 07. | Male vojne – Tabu                            | Stay with Me – Sam Smith                              |
| 26. | 11. 07. | Male vojne – Tabu                            | Sing − Ed Sheeran                                     |
| 27. | 18. 07. | Male vojne – Tabu                            | Ghost – Ella Henderson                                |
| 28. | 25. 07. | Stara duša – Mi2                             | Ghost – Ella Henderson                                |
| 29. | 01. 08. | Stara duša – Mi2                             | Problem – Ariana Grande ft. Iggy Azalea               |
| 30. | 08. 08. | Egon – Smaal Tokk ft. Nula Kelvina           | Problem – Ariana Grande ft. Iggy Azalea               |
| 31. | 15. 08. | Egon – Smaal Tokk ft. Nula Kelvina           | Right Here – Jess Glynne                              |
| 32. | 22. 08. | Čisto na dnu – Faušdur & Dare Kaurič         | Am I Wrong – Nico & Vinz                              |
| 33. | 29. 08. | Čisto na dnu – Faušdur & Dare Kaurič         | Am I Wrong – Nico & Vinz                              |
| 34. | 05. 09. | Čisto na dnu – Faušdur & Dare Kaurič         | Rude – Magic                                          |
| 35. | 12. 09. | Čisto na dnu – Faušdur & Dare Kaurič         | Prayer in C – Lilly Wood and the Prick & Robin Schulz |
| 36. | 19. 09. | Čisto na dnu – Faušdur & Dare Kaurič         | Prayer in C – Lilly Wood and the Prick & Robin Schulz |
| 37. | 26. 09. | Danes je moj dan – Kingston                  | Shake It Off – Taylor Swift                           |
| 38. | 03. 10. | Danes je moj dan – Kingston                  | Shake It Off – Taylor Swift                           |
| 39. | 10. 10. | Danes je moj dan – Kingston                  | Blame – Calvin Harris ft. John Newman                 |
| 40. | 17. 10. | Balon (v živo) – Nude                        | Changing – Sigma ft. Paloma Faith                     |
| 41. | 24. 10. | Balon (v živo) – Nude                        | Changing – Sigma ft. Paloma Faith                     |
| 42. | 31. 10. | Pozab na bonton (DJT rmx) – Clemens          | All About That Bass – Meghan Trainor                  |
| 43. | 07. 11. | Pozab na bonton (DJT rmx) – Clemens          | All About That Bass – Meghan Trainor                  |
| 44. | 14. 11. | Pozab na bonton (DJT rmx) – Clemens          | I'm Not the Only One – Sam Smith                      |
| 45. | 21. 11. | Čista jeba – Mi2                             | Thinking Out Loud – Ed Sheeran                        |
| 46. | 28. 11. | Čista jeba – Mi2                             | Thinking Out Loud – Ed Sheeran                        |
| 47. | 05. 12. | Me ljubiš kej − Manouche                     | Thinking Out Loud – Ed Sheeran                        |
| 48. | 12. 12. | Me ljubiš kej − Manouche                     | Thinking Out Loud – Ed Sheeran                        |
| 49. | 19. 12. | Me ljubiš kej − Manouche                     | Fade Out Lines – The Avener                           |

Top 17 leta 2014 (26. 12. 2014 in 2. 1. 2015)
| #   | Top Slovenija                              | Top International                                     |
| --- | ------------------------------------------ | ----------------------------------------------------- |
| 1.  | Domotožja – Papir                          | All of Me – John Legend                               |
| 2.  | Pozab na bonton – Clemens                  | Prayer in C – Lilly Wood and the Prick & Robin Schulz |
| 3.  | To ni blues – Bilbi                        | Waves – Mr. Probz                                     |
| 4.  | Čisto na dnu – Faušdur & Dare Kaurič       | Blame – Calvin Harris ft. John Newman                 |
| 5.  | Male vojne – Tabu                          | Jubel − Klingende                                     |
| 6.  | Stara duša – Mi2                           | Shake It Off – Taylor Swift                           |
| 7.  | Valovi – In & Out ft. Trkaj                | Budapest – George Ezra                                |
| 8.  | Sorry stari – 6 Pack Čukur                 | I'm Not the Only One – Sam Smith                      |
| 9.  | Spet – Tinkara Kovač                       | Happy – Pharrell Williams                             |
| 10. | Petra – Rok'n'band                         | Stolen Dance − Milky Chance                           |
| 11. | The Whistleblowers – Laibach               | Rather Be – Clean Bandit                              |
| 12. | Egon – Smaal Tokk                          | Right Here – Jess Glynne                              |
| 13. | Balon (v živo) – Nude                      | All About That Bass – Meghan Trainor                  |
| 14. | Kava z mlekom – Sweet Peak & Katarina Mala | Dark Horse − Katy Perry                               |
| 15. | Solze na oknih – Nana Milčinski            | Magic – Coldplay                                      |
| 16. | Danes je moj dan – Kingston                | Say Something – A Great Big World                     |
| 17. | Lep dan – Okttober                         | Stay with Me – Sam Smith                              |

### 2015
| #   | Datum   | Top Slovenija                                 | Top International                                       |
| --- | ------- | --------------------------------------------- | ------------------------------------------------------- |
| 1.  | 09. 01. | Plešem po muziki − Gal Gjurin                 | Fade Out Lines – The Avener                             |
| 2.  | 16. 01. | Plešem po muziki − Gal Gjurin                 | Thinking Out Loud – Ed Sheeran                          |
| 3.  | 23. 01. | December – Bohem                              | Uptown Funk − Mark Ronson ft. Bruno Mars                |
| 4.  | 30. 01. | December – Bohem                              | Uptown Funk − Mark Ronson ft. Bruno Mars                |
| 5.  | 06. 02. | Ostaniva – Sweet Peak & Eva Hren              | Uptown Funk − Mark Ronson ft. Bruno Mars                |
| 6.  | 13. 02. | Nisi sam – Žiga Rustja                        | Blank Space – Taylor Swift                              |
| 7.  | 20. 02. | Nisi sam – Žiga Rustja                        | Heroes – Alesso ft. Tove Lo                             |
| 8.  | 27. 02. | Nisi sam – Žiga Rustja                        | Heroes – Alesso ft. Tove Lo                             |
| 9.  | 06. 03. | Ti si kul – Marina & Band                     |                                                         |
| 10. | 13. 03. | Ti to lahko − Zlatko ft. Nina Pušlar          | Gravity – DJ Fresh feat. Ella Eyre                      |
| 11. | 20. 03. | Ti to lahko − Zlatko ft. Nina Pušlar          | Love Me Like You Do – Ellie Goulding                    |
| 12. | 27. 03. | Ti to lahko − Zlatko ft. Nina Pušlar          | Love Me Like You Do – Ellie Goulding                    |
| 13. | 03. 04. | Sem kakor ti – Okttober                       | Love Me Like You Do – Ellie Goulding                    |
| 14. | 10. 04. | Sem kakor ti – Okttober                       | King – Years & Years                                    |
| 15. | 17. 04. | Sem kakor ti – Okttober                       | Hold My Hand – Jess Glynne                              |
| 16. | 24. 04. | Terasa – Pliš                                 | Hold My Hand – Jess Glynne                              |
| 17. | 01. 05. | Gozdna vila – Hulahoop                        | Hold My Hand – Jess Glynne                              |
| 18. | 08. 05. | Gozdna vila – Hulahoop                        | Firestone – Kygo ft. Conrad Sewell                      |
| 19. | 15. 05. | Kozlam – Dan D & Ljudska fronta               | See You Again – Wiz Khalifa ft. Charlie Puth            |
| 20. | 22. 05. | V hiši večnih sanj – Alex Volasko             | See You Again – Wiz Khalifa ft. Charlie Puth            |
| 21. | 29. 05. | Po ljubezni diši – Ritem planet               | Cheerleader (Felix Jaehn rmx) – OMI                     |
| 22. | 05. 06. | Aprilske noči – Mojo hišni band               | Firestone – Kygo ft. Conrad Sewell                      |
| 23. | 12. 06. | Aprilske noči – Mojo hišni band               | Firestone – Kygo ft. Conrad Sewell                      |
| 24. | 19. 06. | Do nagega – Alma                              | Firestone – Kygo ft. Conrad Sewell                      |
| 25. | 26. 06. | Ledena – Siddharta                            | Heroes – Måns Zelmerlöw                                 |
| 26. | 03. 07. | Ledena – Siddharta                            | Heroes – Måns Zelmerlöw                                 |
| 27. | 10. 07. | Škratove sence – Nataša                       | Cheerleader (Felix Jaehn rmx) – OMI                     |
| 28. | 17. 07. | Škratove sence – Nataša                       | Stole the Show – Kygo feat. Parson James                |
| 29. | 24. 07. | Solze iz neba – Dan D                         | Stole the Show – Kygo feat. Parson James                |
| 30. | 31. 07. | Preden zaspim – Vlado Kreslin                 | Want to Want Me – Jason Derulo                          |
| 31. | 07. 08. | Preden zaspim – Vlado Kreslin                 | Waiting for Love – Avicii                               |
| 32. | 14. 08. | Nekaj med nama – Easy                         | Photograph – Ed Sheeran                                 |
| 33. | 21. 08. | Nekaj med nama – Easy                         | Stole the Show – Kygo feat. Parson James                |
| 34. | 28. 08. | Ja, pa ja – Mef & Narodnoosvobodilni bend     | This Summer's Gonna Hurt like a Motherfucker – Maroon 5 |
| 35. | 04. 09. | Ja, pa ja – Mef & Narodnoosvobodilni bend     | Sunday Funday – Magic!                                  |
| 36. | 11. 09. | Ne gledam nazaj – Los Ventilos & Tokac        | How Deep Is Your Love – Calvin Harris & Disciples       |
| 37. | 18. 09. | Piknik – Siddharta                            | How Deep Is Your Love – Calvin Harris & Disciples       |
| 38. | 25. 09. | Ne gledam nazaj – Los Ventilos & Tokac        | Under the Makeup – A-ha                                 |
| 39. | 02. 10. | Vesela – Ditka                                | Sugar – Robin Schulz feat. Francesco Yates              |
| 40. | 09. 10. | Zadnji poljub – Boštjan Dermol in Urša Tekavc | How Deep Is Your Love – Calvin Harris & Disciples       |
| 41. | 16. 10. | Sladoled z vesoljem prosim – Nina Pušlar      | Today's the Day – Pink                                  |
| 42. | 23. 10. | Sladoled z vesoljem prosim – Nina Pušlar      | Today's the Day – Pink                                  |
| 43. | 06. 11. | Najina slika in ti – Neisha                   | On My Mind – Ellie Goulding                             |
| 44. | 13. 11. | Najina slika in ti – Neisha                   | On My Mind – Ellie Goulding                             |
| 45. | 20. 11. | Konec tedna – Manouche                        | Hello – Adele                                           |
| 46. | 04. 12. | Na polju zlomljenih besed – DMP               | Hello – Adele                                           |
| 47. | 11. 12. | Kralj ljudskih src – Zoran Predin             | Hello – Adele                                           |
| 48. | 18. 12. | Greva dol – Tabu                              | Hello – Adele                                           |

Top 17 leta 2015 (1. 1. 2016)
| #  | Top Slovenija                             | Top International                            |
| -- | ----------------------------------------- | -------------------------------------------- |
| 1. | Čista jeba − Mi2                          | Hello – Adele                                |
| 2. | Ledena – Siddharta                        | Uptown Funk − Mark Ronson ft. Bruno Mars     |
| 3. | Najina slika in ti – Neisha               | Cheerleader (Felix Jaehn rmx) – OMI          |
| 4. | Sem kakor ti – Okttober                   | Love Me Like You Do – Ellie Goulding         |
| 5. | Sladoled z vesoljem, prosim – Nina Pušlar | Shake It Off – Taylor Swift                  |
| 6. | Do nagega – Alma                          | See You Again – Wiz Khalifa ft. Charlie Puth |
| 7. | Nekaj med nama – Iztok Novak - Easy       | Stole the Show – Kygo feat. Parson James     |

### 2016
| #   | Datum   | Top Slovenija                                  | Top International                                               |
| --- | ------- | ---------------------------------------------- | --------------------------------------------------------------- |
| 1.  | 01. 01. | Čista jeba – Mi2                               | Hello − Adele                                                   |
| 2.  | 08. 01. | Greva dol – Tabu                               | Hello − Adele                                                   |
| 3.  | 15. 01. | Veselega decembra – 30 stopinj v senci         | Adventure of a Lifetime – Coldplay                              |
| 4.  | 22. 01. | Veselega decembra – 30 stopinj v senci         | Sorry – Justin Bieber                                           |
| 5.  | 29. 01. | Pesem zate – Tinkara Kovač & Perpetuum Jazzile | Adventure of a Lifetime – Coldplay                              |
| 6.  | 05. 02. | Pesem zate – Tinkara Kovač & Perpetuum Jazzile | Adventure of a Lifetime – Coldplay                              |
| 7.  | 12. 02. | To mi je všeč – Nina Pušlar                    | Try Everything – Shakira                                        |
| 8.  | 19. 02. | To mi je všeč – Nina Pušlar                    | Stitches – Shawn Mendes                                         |
| 9.  | 26. 02. | Stopinje v snegu – Avtomobili                  | Boys Like You – Who Is Fancy ft. Ariana Grande & Meghan Trainor |
| 10. | 04. 03. | To mi je všeč – Nina Pušlar                    | Stitches – Shawn Mendes                                         |
| 11. | 11. 03. | Kaj je to življenje – Eva Boto                 | When We Were Young – Adele                                      |
| 12. | 18. 03. | To mi je všeč – Nina Pušlar                    | 7 Years – Lucas Graham                                          |
| 13. | 25. 03. | Črno bel – Raiven                              | 7 Years – Lucas Graham                                          |
| 14. | 01. 04. | Črno bel – Raiven                              | 7 Years – Lucas Graham                                          |
| 16. | 15. 04. | Začaraj me − King Foo                          | Stressed Out − 20 One Pilots                                    |
| 17. | 22. 04. | Noro − Panda                                   | Stressed Out − 20 One Pilots                                    |
| 18. | 29. 04. | Dotakn se me − Manouche                        | Best Fake Smile − James Bay                                     |
| 19. | 06. 05. | Dotakn se me − Manouche                        | I Need You Tonight − James Morrison                             |
| 20. | 13. 05. | Dotakn se me − Manouche                        | I Need You Tonight − James Morrison                             |
| 21. | 20. 05. | Moji dnevi – Vlado Kreslin                     | Cheap Thrills − Sia feat. Sean Paul                             |
| 22. | 27. 05. | Drugačen svet – Proteus                        | I Need You Tonight − James Morrison                             |
| 23. | 03. 06. | Drugačen svet – Proteus                        | 1944 – Jamala                                                   |
| 24. | 17. 06. | Veliko mesto – Mistermarsh                     | Can't Stop the Feeling − Justin Timberlake                      |
| 25. | 01. 07. | Tapete – Carpe Diem                            | I Took a Pill in Ibiza – Mike Posner                            |
| 26. | 08. 07. | Imam pa te rad − Easy                          | I Took a Pill in Ibiza – Mike Posner                            |
| 27. | 15. 07. | Imam pa te rad − Easy                          | I Took a Pill in Ibiza – Mike Posner                            |
| 28. | 22. 07. | Sledi mi − Soundfly                            | This Is What You Came For – Calvin Harris & Rihanna             |
| 29. | 29. 07. | Sledi mi − Soundfly                            | This Is What You Came For – Calvin Harris & Rihanna             |
| 30. | 05. 08. | Srce za srce − Alya                            | This Girl – Kungs vs Cookin' on 3 Burners                       |
| 31. | 12. 08. | Srce za srce − Alya                            | This Is What You Came For – Calvin Harris & Rihanna             |
| 32. | 19. 08. | Prvi zadnji – Tabu                             | This Is What You Came For – Calvin Harris & Rihanna             |
| 33. | 26. 08. | Življenje je prestiž – Rina K                  | Don't Be So Shy – Imany                                         |
| 34. | 02. 09. | Življenje je prestiž – Rina K                  | Howling at the Moon – Milow                                     |
| 35. | 09. 09. | Življenje je prestiž – Rina K                  | Howling at the Moon – Milow                                     |
| 36. | 16. 09. | Grafit – Sweet Peak & Ina Shai                 | Ole – John Newman                                               |
| 37. | 23. 09. | Grafit – Sweet Peak & Ina Shai                 | Ole – John Newman                                               |
| 38. | 30. 09. | Daleč − Avtomobili & Severa Gjurin             | Closer – The Chainsmokers feat. Halsey                          |
| 39. | 07. 10. | Muza – BQL                                     | Closer – The Chainsmokers feat. Halsey                          |
| 40. | 14. 10. | Male ribe – Boštjan Meh                        | Perfect Illusion – Lady Gaga                                    |
| 41. | 21. 10. | Zakaj pa ne? – Neca Falk                       | Perfect Illusion – Lady Gaga                                    |
| 42. | 28. 10. | Zakaj pa ne? – Neca Falk                       | Quicksand – Tom Chaplin                                         |
| 43. | 04. 11. | Čigava pojava zabava – Mistermarsh             | Quicksand – Tom Chaplin                                         |
| 44. | 11. 11. | Reci mi da – Manouche                          | Play That Song – Train                                          |
| 45. | 18. 11. | Vrhovi – Neisha                                | 24K Magic – Bruno Mars                                          |
| 46. | 25. 11. | Vrhovi – Neisha                                | 24K Magic – Bruno Mars                                          |
| 47. | 02. 12. | Slovo – Okttober                               | Say You Won't Let Go – James Arthur                             |
| 48. | 09. 12. | Tropski dež – Sandra Erpe                      | 24K Magic – Bruno Mars                                          |
| 49. | 16. 12. | Tropski dež – Sandra Erpe                      | Love My Life – Robbie Williams                                  |
| 50. | 30. 12. | Do konca – Siddharta                           | Human – Rag'n'Bone Man                                          |

Top 17 leta 2016 (6. 1. 2017)
| #   | Top Slovenija                  | Top International                          |
| --- | ------------------------------ | ------------------------------------------ |
| 1.  | To mi je všeč – Nina Pušlar    | Can't Stop the Feeling – Justin Timberlake |
| 2.  | Vrhovi – Neisha                | 7 Years – Lucas Graham                     |
| 3.  | Srce za srce – Alya            | I Took a Pill in Ibiza – Mike Posner       |
| 4.  | Slovo – Okttober               | Stitches – Shawn Mendes                    |
| 5.  | Muza – BQL                     | Faded – Alan Walker                        |
| 6.  | Male ribe – Boštjan Meh        | Best Fake Smile – James Bay                |
| 7.  | Prvi zadnji – Tabu             | Let Me Love You – DJ Snake & Justin Bieber |
| 8.  | Črno bel – Raiven              |                                            |
| 9.  | Veliko mesto – Mistermarsh     |                                            |
| 10. | Grafit – Sweet Peak & Ina Shai |                                            |

### 2017
| #   | Datum   | Top Slovenija                                      | Top International                                                     |
| --- | ------- | -------------------------------------------------- | --------------------------------------------------------------------- |
| 1.  | 13. 01. | Mucki, srčki, risanke an sladoled – Small Tokk     | Rockabye – Clean Bandit ft. Sean Paul & Anne-Marie                    |
| 2.  | 20. 01. | Tebe imam − Nina Pušlar & Jan Plestenjak           | Human – Rag'n'Bone Man                                                |
| 3.  | 27. 01. | Tebe imam − Nina Pušlar & Jan Plestenjak           | Human – Rag'n'Bone Man                                                |
| 4.  | 03. 02. | Srce – Ptice                                       | Shape of You – Ed Sheeran                                             |
| 5.  | 10. 02. | Prvi vtis – Proteus                                | Shape of You – Ed Sheeran                                             |
| 6.  | 17. 02. | Prvi vtis – Proteus                                | Let's Hurt Tonight − OneRepublic                                      |
| 7.  | 03. 03. | Ona mirno spi – Drevored                           | Shape of You – Ed Sheeran                                             |
| 8.  | 10. 03. | Ona mirno spi – Drevored                           | Shape of You – Ed Sheeran                                             |
| 9.  | 17. 03. | Telo – Hamo & Tribute 2 Love                       | Paris − The Chainsmokers                                              |
| 10. | 24. 03. | Zažarim – Raiven                                   | Chained to the Rhythm – Katy Perry ft. Skip Marley                    |
| 11. | 31. 03. | Zažarim – Raiven                                   | Chained to the Rhythm – Katy Perry ft. Skip Marley                    |
| 12. | 14. 04. | Ni panike – Sell Out                               | Believer – Imagine Dragons                                            |
| 13. | 28. 04. | Ni panike – Sell Out                               | Galway Girl − Ed Sheeran                                              |
| 14. | 05. 05. | Randevu − Manouche                                 | Galway Girl − Ed Sheeran                                              |
| 15. | 12. 05. | Randevu − Manouche                                 | Symphony – Clean Bandit feat. Zara Larsson                            |
| 16. | 19. 05. | Randevu − Manouche                                 | Symphony – Clean Bandit feat. Zara Larsson                            |
| 17. | 26. 05. | Lanski sneg – Mi2                                  | Believer − Imagine Dragons                                            |
| 18. | 02. 06. | Lanski sneg – Mi2                                  | Despacito (rmx) – Luis Fonsi & Daddy Yankee, Justin Bieber            |
| 19. | 09. 06. | Lanski sneg – Mi2                                  | Despacito (rmx) – Luis Fonsi & Daddy Yankee, Justin Bieber            |
| 20. | 16. 06. | Kako naj pojem vesele pesmi – Nude                 | Despacito (rmx) – Luis Fonsi & Daddy Yankee, Justin Bieber            |
| 21. | 23. 06. | Zabluzu – Hamo & Tribute 2 Love                    | There's Nothing Holdin' Me Back − Shawn Mendes                        |
| 22. | 30. 06. | Zabluzu – Hamo & Tribute 2 Love                    | OK – Robin Schulz feat. James Blunt                                   |
| 23. | 07. 07. | Zabluzu – Hamo & Tribute 2 Love                    | There's Nothing Holdin' Me Back − Shawn Mendes                        |
| 24. | 14. 07. | 03 ljubezni – Sweet Peak & Laura                   | OK – Robin Schulz feat. James Blunt                                   |
| 25. | 21. 07. | 03 ljubezni – Sweet Peak & Laura                   | There's Nothing Holdin' Me Back − Shawn Mendes                        |
| 26. | 28. 07. | 03 ljubezni – Sweet Peak & Laura                   | Wild Thoughts – DJ Khaled, Rihanna, Bryson Tiller                     |
| 27. | 04. 08. | Naj ostane hrepenenje – Dare Kaurič & Anika Horvat | Wild Thoughts – DJ Khaled, Rihanna, Bryson Tiller                     |
| 28. | 18. 08. | Naj ostane hrepenenje – Dare Kaurič & Anika Horvat | Wild Thoughts – DJ Khaled, Rihanna, Bryson Tiller                     |
| 29. | 25. 08. | Reka – Vlado Kreslin                               | Feels – Calvin Harris feat. Pharrell Williams + Katy Perry + Big Sean |
| 30. | 01. 09. | En objem – Gal Gjurin & Tinkara Kovač              | Don't Matter Now – George Ezra                                        |
| 31. | 16. 09. | En objem – Gal Gjurin & Tinkara Kovač              | What About Us − Pink                                                  |
| 32. | 23. 09. | Huanani – Andraž Hribar                            | What About Us − Pink                                                  |
| 33. | 29. 09. | Huanani – Andraž Hribar                            | Look What You Made Me Do – Taylor Swift                               |
| 34. | 06. 10. | Proklete vijolice – Mi2                            | What About Us − Pink                                                  |
| 35. | 20. 10. | Lovilec sanj − Sandra Erpe                         | You're the Best Thing About Me – U2                                   |
| 36. | 27. 10. | Lovilec sanj − Sandra Erpe                         | You're the Best Thing About Me – U2                                   |
| 37. | 03. 11. | Sam gremo – Nipke & Trkaj                          | You're the Best Thing About Me – U2                                   |
| 38. | 10. 11. | Pri nas – Okustični & Jadranka Juras               | Havana – Camila Cabello feat. Young Thug                              |
| 39. | 24. 11. | Moč jeseni – Gal Gjurin                            | Havana – Camila Cabello feat. Young Thug                              |
| 40. | 01. 12. | Pri nas – Okustični & Jadranka Juras               | Too Good at Goodbyes – Sam Smith                                      |
| 41. | 08. 12. | Pri nas – Okustični & Jadranka Juras               | Please Stay – Bryan Adams                                             |
| 42. | 15. 12. | Pri nas – Okustični & Jadranka Juras               | Beautiful Trauma – Pink                                               |
| 43. | 29. 12. | Maska – Bo!                                        | Anywhere – Rita Ora                                                   |

Top 17 leta 2017 (5. 1. 2018)
| #   | Top Slovenija                        | Top International                                          |
| --- | ------------------------------------ | ---------------------------------------------------------- |
| 1.  | Proklete vijolice – Mi2              | Human – Rag'n'Bone Man                                     |
| 2.  | Pri nas – Okustični & Jadranka Juras | Shape of You – Ed Sheeran                                  |
| 3.  | Kavalir – Manouche                   | Despacito (rmx) – Luis Fonsi & Daddy Yankee, Justin Bieber |
| 4.  | Zabluzu – Hamo & Tribute 2 Love      | What About Us − Pink                                       |
| 5.  | Za vedno – Nina Pušlar               | Believer – Imagine Dragons                                 |
| 6.  | Ni panike – Sell Out                 | There's Nothing Holdin' Me Back − Shawn Mendes             |
| 7.  | Vrhovi – Neisha                      | Too Good at Goodbyes – Sam Smith                           |
| 8.  | Brez besed – Kevin Koradin           |                                                            |
| 9.  | Ob kavi – Anabel                     |                                                            |
| 10. | 03 ljubezni – Sweet Peak & Laura     |                                                            |

### 2018
| Datum | Top Slovenija                                      | Top International                                               |
| ----- | -------------------------------------------------- | --------------------------------------------------------------- |
| 12/1  | Kevin Koradin - Brez besed                         | Rita Ora - Anywhere                                             |
| 19/1  | Nina Pušlar - Lepa si                              | Ed Sheeran - Perfect                                            |
| 26/1  | BQL - Zimska                                       | Ed Sheeran - Perfect                                            |
| 2/2   | BQL - Zimska                                       | Justin Timberlake - Filthy                                      |
| 9/2   | Ketrin Nera - Morje je tam na levi                 | Bruno Mars ft. Cardi B - Finesse                                |
| 16/2  | Ketrin Nera - Morje je tam na levi                 | Ed Sheeran - Perfect                                            |
| 23/2  | Mia Žnidarič - Zabavaj se                          | Ed Sheeran - Perfect                                            |
| 2/3   | Mia Žnidarič - Zabavaj se                          | George Ezra - Paradise                                          |
| 9/3   | Mia Žnidarič - Zabavaj se                          | Justin Timberlake ft. Chris Stapleton - Say Something           |
| 16/3  | Mojca - Se ti kdaj zdi                             | Justin Timberlake ft. Chris Stapleton - Say Something           |
| 23/3  | Mojca - Se ti kdaj zdi                             | Justin Timberlake ft. Chris Stapleton - Say Something           |
| 30/3  | MRFY - Tretje oko                                  | Rudimental ft. Jess Glynne, Macklemore, Dan Caplen - These Days |
| 6/4   | Indigo - Vesna                                     | Lost Frequencies & Zonderling - Crazy                           |
| 13/4  | Indigo - Vesna                                     | Rudimental ft. Jess Glynne, Macklemore, Dan Caplen - These Days |
| 20/4  | MRFY - Tretje oko                                  | Niall Horan - On the Loose                                      |
| 27/4  | Lea Sirk - Hvala, ne!                              | Niall Horan - On the Loose                                      |
| 4/5   | Lea Sirk - Hvala, ne!                              | Calvin Harris & Dua Lipa - One Kiss                             |
| 11/5  | Tabu - Hodi sam                                    | Calvin Harris & Dua Lipa - One Kiss                             |
| 18/5  | Tabu - Hodi sam                                    | Shawn Mendes - In My Blood                                      |
| 25/5  | Lusterdam - Lepo mi godrnjaš                       | Calvin Harris & Dua Lipa - One Kiss                             |
| 6/6   | Jan Plestenjak ft. Challe Salle - Velik je ta svet | Ed Sheeran - Happier                                            |
| 8/6   | Proteus - Sonce soncu                              | Ariana Grande - No Tears Left to Cry                            |
| 15/6  | Manouche - Najboljši par                           | Jess Glynne - I'll Be There                                     |
| 22/6  | Siddharta - Medrevesa                              | Jess Glynne - I'll Be There                                     |
| 29/6  | Siddharta - Medrevesa                              | Snow Patrol - Don't Give In                                     |
| 6/7   | Manouche - Najboljši par                           | Nicky Jam ft. Will Smith & Era Istrefi - Live It Up             |
| 13/7  | Manouche - Najboljši par                           | Nicky Jam ft. Will Smith & Era Istrefi - Live It Up             |
| 20/7  | Tretji kanu - Nekaj je                             | John Mayer - New Light                                          |
| 27/7  | UMA - Čarobni vrt                                  | Paul McCartney - Come On to Me                                  |
| 3/8   | UMA - Čarobni vrt                                  | Paul McCartney - Come On to Me                                  |
| 10/8  | Orleki & 6pack Čukur - Kjer trte rastejo           | George Ezra - Shotgun                                           |
| 17/8  | Orleki & 6pack Čukur - Kjer trte rastejo           | George Ezra - Shotgun                                           |
| 24/8  | Lea Sirk - Moj profil                              | Namika - Je ne parle pas français                               |
| 31/8  | Lea Sirk - Moj profil                              | Paul McCartney - Come On to Me                                  |
| 7/9   | Lea Sirk - Moj profil                              | U2 - Love Is Bigger Than Anything in Its Way                    |
| 14/9  | Proteus - Odklop                                   | Gabrielle - Shine                                               |
| 21/9  | Proteus - Odklop                                   | 5 Seconds of Summer - Youngblood                                |
| 28/9  | Proteus - Odklop                                   | Justin Timberlake - SoulMate                                    |
| 5/10  | Flirrt - 20 let nazaj                              | Imagine Dragons - Natural                                       |
| 12/10 | Siddharta – A.M.L.P.                               | Lenny Kravitz - 5 More Days 'Til Summer                         |
| 19/10 | Kevin Koradin - Visoko                             | Lenny Kravitz - 5 More Days 'Til Summer                         |
| 26/10 | Kevin Koradin - Visoko                             | Mumford & Sons - Guiding Light                                  |
| 2/11  | Kevin Koradin - Visoko                             | Mumford & Sons - Guiding Light                                  |
| 9/11  | Leonart & Bilbi - Daleč stran                      | Lady Gaga & Bradley Cooper - Shallow                            |
| 16/11 | Leonart & Bilbi - Daleč stran                      | Michael Bublé - Love You Anymore                                |
| 30/11 | DMP - Astronavt                                    | Olly Murs ft. Snoop Dogg - Moves                                |
| 7/12  | DMP - Astronavt                                    | Ariana Grande - Thank U, Next                                   |
| 14/12 | Nina Pušlar - Za naju                              | Michael Bublé - Love You Anymore                                |
| 28/12 | Nina Pušlar - Za naju                              | Jess Glynne - Thursday                                          |

### 2019
| Datum | Top Slovenija                                        | Top International                                         |
| ----- | ---------------------------------------------------- | --------------------------------------------------------- |
| 11/1  | Neisha - Neko drugo tisočletje                       | Ariana Grande - Thank U, Next                             |
| 18/1  | Neisha - Neko drugo tisočletje                       | Ava Max - Sweet but Psycho                                |
| 25/1  | Bilbi - Romanca v dvigalu                            | Mark Ronson ft. Miley Cyrus - Nothing Breaks Like a Heart |
| 1/2   | Bilbi - Romanca v dvigalu                            | Los Unidades & Pharrell Williams ft. Jozzy - E-Lo         |
| 8/2   | Uma - Le začuti                                      | Mark Ronson ft. Miley Cyrus - Nothing Breaks Like a Heart |
| 15/2  | Uma - Le začuti                                      | Sam Smith & Normani - Dancing with a Stranger             |
| 22/2  | Kevin Koradin - Vse ali nič                          | Bryan Adams - Shine a Light                               |
| 1/3   | Kevin Koradin - Vse ali nič                          | Ariana Grande - 7 Rings                                   |
| 8/3   | Tabu - Love sistem                                   | Kacey Musgraves - Wonder Woman                            |
| 15/3  | Kevin Koradin - Vse ali nič                          | Kacey Musgraves - Wonder Woman                            |
| 22/3  | Zala Kralj & Gašper Šantl - Sebi                     | Calvin Harris & Rag'n'Bone Man - Giant                    |
| 29/3  | Zala Kralj & Gašper Šantl - Sebi                     | Lewis Capaldi - Someone You Loved                         |
| 5/4   | Zala Kralj & Gašper Šantl - Sebi                     | Lewis Capaldi - Someone You Loved                         |
| 12/4  | Zala Kralj & Gašper Šantl - Sebi                     | John Mayer - I Guess I Just Feel Like                     |
| 19/4  | Dan D - Ožina                                        | John Mayer - I Guess I Just Feel Like                     |
| 26/4  | Dan D - Ožina                                        | George Ezra - Pretty Shining People                       |
| 3/5   | Alya - Halo (2019)                                   | Tom Walker - Just You and I                               |
| 10/5  | Alya - Halo (2019)                                   | Léon - You and I                                          |
| 17/5  | Leonart - Iskre v očeh                               | Avicii - SOS                                              |
| 24/5  | Leonart - Iskre v očeh                               | Bruce Springsteen - Hello Sunshine                        |
| 31/5  | Leonart - Iskre v očeh                               | Avicii - SOS                                              |
| 7/6   | Kevin Koradin - Noro srce                            | Bruce Springsteen - Hello Sunshine                        |
| 14/6  | Kevin Koradin - Noro srce                            | Shawn Mendes - If I Can't Have You                        |
| 21/6  | Nina Pušlar - Svet na dlani                          | Ed Sheeran & Justin Bieber - I Don't Care                 |
| 28/6  | Nina Pušlar - Svet na dlani                          | Daddy Yankee ft. Snow - Con Calma                         |
| 5/7   | Nina Pušlar - Svet na dlani                          | Daddy Yankee ft. Snow - Con Calma                         |
| 12/7  | Tabu - Na konicah prstov                             | Keane - The Way I Feel                                    |
| 19/7  | Tabu - Na konicah prstov                             | Keane - The Way I Feel                                    |
| 26/7  | Anabel - Mama                                        | Shawn Mendes & Camila Cabello - Señorita                  |
| 2/8   | Anabel - Mama                                        | Shawn Mendes & Camila Cabello - Señorita                  |
| 9/8   | Sweet Peak ft. Rina K - Več kot cekin                | Kygo & Whitney Houston - Higher Love                      |
| 16/8  | Kevin Koradin & Dare Kaurič - Kdo so oni             | Kygo & Whitney Houston - Higher Love                      |
| 23/8  | Kevin Koradin & Dare Kaurič - Kdo so oni             | Ed Sheeran ft. Khalid - Beautiful People                  |
| 30/8  | Tinkara Kovač - Bodi z mano do konca                 | Freya Ridings - Castles                                   |
| 6/9   | Tinkara Kovač - Bodi z mano do konca                 | Freya Ridings - Castles                                   |
| 20/9  | Nika Zorjan - Na plažo                               | Sam Smith - How Do You Sleep?                             |
| 27/9  | Magnifico - Pegica                                   | Simply Red - Thinking of You                              |
| 4/10  | Pupa - Sam                                           | Simply Red - Thinking of You                              |
| 11/10 | Pupa - Sam                                           | Simply Red - Thinking of You                              |
| 18/10 | Mi2 - Adam in Eva                                    | Post Malone - Circles                                     |
| 25/10 | Alya - Spet zaljubljena                              | Tones and I - Dance Monkey                                |
| 1/11  | Gušti - Še zorijo jagode                             | Tones and I - Dance Monkey                                |
| 8/11  | Mi2 - Adam in Eva                                    | The Script - The Last Time                                |
| 15/11 | Kevin Koradin - Čas                                  | Maroon 5 - Memories                                       |
| 22/11 | Kevin Koradin - Čas                                  | Harry Styles - Lights Up                                  |
| 29/11 | Kevin Koradin - Čas                                  | Coldplay - Orphans                                        |
| 6/12  | Manouche - Šikana                                    | Dua Lipa - Don't Start Now                                |
| 13/12 | Manouche - Šikana                                    | Dua Lipa - Don't Start Now                                |
| 20/12 | Okustični in Jadranka Juras - Enkratna, neponovljiva | Niall Horan - Nice to Meet Ya                             |
| 27/12 | Okustični in Jadranka Juras - Enkratna, neponovljiva | Robbie Williams - Time for Change                         |

Top 17 leta 2019 (3. in 10. 1. 2020)
| #   | Top Slovenija                                        | Top International                             |
| --- | ---------------------------------------------------- | --------------------------------------------- |
| 1.  | Nina Pušlar - Svet na dlani                          | Shawn Mendes & Camila Cabello - Señorita      |
| 2.  | Mi2 - Adam in Eva                                    | Post Malone - Circles                         |
| 3.  | Kevin Koradin - Čas                                  | Lewis Capaldi - Someone You Loved             |
| 4.  | Zala Kralj & Gašper Šantl - Sebi                     | Daddy Yankee ft. Snow - Con Calma             |
| 5.  | Manouche - Šikana                                    | Tones and I - Dance Monkey                    |
| 6.  | Alya - Halo (2019)                                   | Kacey Musgraves - Wonder Woman                |
| 7.  | Leonart - Iskre v očeh                               | Coldplay - Orphans                            |
| 8.  | Okustični in Jadranka Juras - Enkratna, neponovljiva | John Mayer - I Guess I Just Feel Like         |
| 9.  | Tabu - Na konicah prstov                             | Calvin Harris & Rag'n'Bone Man - Giant        |
| 10. | Uma - Le začuti                                      | Dua Lipa - Don't Start Now                    |
| 11. | Anabel - Mama                                        | Simply Red - Thinking of You                  |
| 12. | Bilbi - Romanca v dvigalu                            | Maroon 5 - Memories                           |
| 13. | Gušti - Še zorijo jagode                             | Freya Ridings - Castles                       |
| 14. | Pupa - Sam                                           | Keane - The Way I Feel                        |
| 15. | Neisha - Neko drugo tisočletje                       | Billie Eilish - all the good girls go to hell |
| 16. | Sweet Peak ft. Rina K - Več kot cekin                | Bruce Springsteen - Hello Sunshine            |
| 17. | Tinkara Kovač - Bodi z mano do konca                 | Bryan Adams - Shine a Light                   |

### 2020
| Datum | Top Slovenija                                        | Top International                                  |
| ----- | ---------------------------------------------------- | -------------------------------------------------- |
| 17/1  | Nina Pušlar - Pusti me                               | Billie Eilish - everything i wanted                |
| 24/1  | Okustični in Jadranka Juras - Enkratna, neponovljiva | Billie Eilish - everything i wanted                |
| 31/1  | DMP - Od zibelke do groba                            | Billie Eilish - everything i wanted                |
| 7/2   | KOKOSY - Leya                                        | Lewis Capaldi - Before You Go                      |
| 14/2  | KOKOSY - Leya                                        | Grace Carter - Amnesia                             |
| 21/2  | I.C.E. - Lahko bi bilo lepo                          | Roachford - Love Remedy                            |
| 28/2  | Balladero - Ponesi me                                | Halsey - You Should Be Sad                         |
| 6/3   | Balladero - Ponesi me                                | Grace Carter - Amnesia                             |
| 13/3  | Nina Pušlar - Včeraj in za zmeraj                    | Dua Lipa - Physical                                |
| 20/3  | Nina Pušlar - Včeraj in za zmeraj                    | Dua Lipa - Physical                                |
| 27/3  | Zlatko ft. Semo - Ti me dvigaš                       | Jake Bugg - Kiss Like the Sun                      |
| 3/4   | Rudolf Gas - Mlad fant na peronu                     | Lady Gaga - Stupid Love                            |
| 10/4  | Kevin Koradin & Tinkara Kovač - Obraz                | Justin Timberlake & SZA - The Other Side           |
| 17/4  | Kevin Koradin & Tinkara Kovač - Obraz                | Justin Timberlake & SZA - The Other Side           |
| 24/4  | Simon Vadnjal - Nisi sam                             | Rita Ora - How to Be Lonely                        |
| 1/5   | Neisha - Pismo papežu                                | James Taylor - Teach Me Tonight                    |
| 8/5   | Bilbi - Zaradi bolezni v ansamblu (2020)             | Alanis Morissette - Smiling                        |
| 15/5  | Bilbi - Zaradi bolezni v ansamblu (2020)             | The Rolling Stones - Living in a Ghost Town        |
| 22/5  | Mi2 - Kakor nekoč                                    | The Rolling Stones - Living in a Ghost Town        |
| 29/5  | Kevin Koradin & Tinkara Kovač - Obraz                | Blossoms - If You Think This Is Real Life          |
| 5/6   |                                                      | OneRepublic - Better Days                          |
| 12/6  | Totika ft. Emkej - Včasih                            | Ava Max - Kings & Queens                           |
| 19/6  | Žan Serčič - Čudeži                                  |                                                    |
| 26/6  | Lumberjack - Krik svobode                            | Mark Forster - Übermorgen                          |
| 10/7  | Manouche - Dejva                                     | Lady Gaga & Ariana Grande - Rain on Me             |
| 17/7  | Batista Cadillac - Magnolije                         | Lady Gaga & Ariana Grande - Rain on Me             |
| 24/7  | Batista Cadillac - Magnolije                         | Tom Walker - Wait for You                          |
| 31/7  | Simon Vadnjal - Pozabila navodila                    | Tom Walker - Wait for You                          |
| 7/8   | Samantha Maya - Glas                                 | CeeLo Green - For You                              |
| 14/8  | Simon Vadnjal - Pozabila navodila                    | CeeLo Green - For You                              |
| 21/8  | Samantha Maya - Glas                                 |                                                    |
| 28/8  | Bepop - Daj se nasmej                                | Dua Lipa - Hallucinate                             |
| 4/9   | Okttober - Obljube                                   | Dua Lipa - Hallucinate                             |
| 11/9  | Andraž Hribar - Da si še                             | Billie Eilish - My Future                          |
| 18/9  | Andraž Hribar - Da si še                             | James Bay - Chew on My Heart                       |
| 25/9  | Vudlenderji - Kravata                                | Kygo & Tina Turner - What's Love Got to Do with It |
| 2/10  | Nina Pušlar - Ujemi ritem                            | Miley Cyrus - Midnight Sky                         |
| 9/10  | Nina Pušlar - Ujemi ritem                            | Bruce Springsteen - Letter to You                  |
| 16/10 | Maraaya - Obujem nove čevlje                         | Bruce Springsteen - Letter to You                  |
| 23/10 | Omar Naber - Cesta in nebo                           | Biffy Clyro - Space                                |
| 30/10 | Omar Naber - Cesta in nebo                           |                                                    |
| 6/11  | Nina Pušlar - Ujemi ritem                            | Shawn Mendes - Wonder                              |
| 13/11 | Manouche - Drugač                                    | Shawn Mendes - Wonder                              |
| 20/11 | Skotch & Tomi M - Bomo                               | 24kGoldn feat. Iann Dior - Mood                    |
| 27/11 | Manouche - Drugač                                    | Bastille - Survivin'                               |
| 4/12  | Vlado Kreslin - Tista zakartana ura                  | Bastille - Survivin'                               |
| 11/12 | Maraaya - Drevo                                      | Ariana Grande - Positions                          |
| 18/12 | Vlado Kreslin - Tista zakartana ura                  | Harry Styles - Golden                              |

### 2021
| Datum | Top Slovenija                                            | Top International                             |
| ----- | -------------------------------------------------------- | --------------------------------------------- |
| 15/1  | Simpatico - Sinica                                       | 24kGoldn feat. Iann Dior - Mood               |
| 22/1  | Simpatico - Sinica                                       | Shawn Mendes - Wonder                         |
| 27/1  | Kevin Koradin & Vita Jordan - Kralj                      | Sting & Zucchero - September                  |
| 5/2   | Okttober - Majhne sledi                                  | Celeste - Love Is Back                        |
| 12/2  | Batista Cadillac - Generacija neba                       | Olivia Rodrigo - Drivers License              |
| 19/2  | Monolits - Daj mi zgodbo                                 | Passenger - Sword from the Stone              |
| 26/2  | Taja - Ko rabiš                                          | Olivia Rodrigo - Drivers License              |
| 5/3   | Simon Vadnjal - Kam                                      | Olivia Rodrigo - Drivers License              |
| 12/3  | Manouche - Ma saj je vseen                               | Olivia Rodrigo - Drivers License              |
| 19/3  | Manouche - Ma saj je vseen                               | Olivia Rodrigo - Drivers License              |
| 26/3  | Stella - Ta neki neki                                    | Meduza ft. Dermot Kennedy - Paradise          |
| 2/4   | Lara Love & Sky - Himna                                  | Nathan Evans - Wellerman                      |
| 9/4   | Dan D - Bits                                             | Meduza ft. Dermot Kennedy - Paradise          |
| 23/4  | Samuel Lucas – Narod moj                                 | Tom Grennan - Little Bit of Love              |
| 30/4  | Samuel Lucas – Narod moj                                 | Ava Max - My Head & My Heart                  |
| 7/5   | 2B - Nevihte (rmx)                                       | Dua Lipa - We're Good                         |
| 14/5  | 2B - Nevihte (rmx)                                       | Lil Nas X - Montero (Call Me by Your Name)    |
| 21/5  | Nino Ošlak - Ko si z mano                                | Dua Lipa - We're Good                         |
| 28/5  | Flirrt - Romeo & Julija 21                               | Years & Years - Starstuck                     |
| 4/6   | Samantha Maya - Sanjava                                  | Gibonni - Kiša (Z'Naab)                       |
| 11/6  | Neisha - Life je tvoj                                    | Coldplay - Higher Power                       |
| 18/6  | Andraž Hribar - Barčica                                  | Coldplay - Higher Power                       |
| 25/6  | Simpatico & Anja Pavlin – Novo mesto                     | Måneskin – Zitti e buoni                      |
| 2/7   | Simpatico & Anja Pavlin – Novo mesto                     | BTS – Butter                                  |
| 9/7   | Nina Pušlar – Tople oči                                  | Coldplay – Higher Power                       |
| 16/7  | Nina Pušlar – Tople oči                                  | Calvin Harris & Tom Grennan – By Your Side    |
| 23/7  | Peron – Norcev čas                                       | Ed Sheeran – Bad Habits                       |
| 30/7  | Kevin Koradin – Nekoč                                    | John Mayer – Last Train Home                  |
| 6/8   | Eva Boto – Kdo ti bo dušo dal                            | Calvin Harris & Tom Grennan – By Your Side    |
| 13/8  | Joker Out – A sem ti povedal?                            | Shakira – Don't Wait Up                       |
| 20/8  | Gedore – Ona                                             | Shakira – Don't Wait Up                       |
| 27/8  | Eva Boto – Kdo ti bo dušo dal                            | Camila Cabello – Don't Go Yet                 |
| 3/9   | Saša Lešnjek – Kaj bi svet brez upanja                   | Camila Cabello – Don't Go Yet                 |
| 10/9  | Happy Ol' McWeasel – Ni predaje                          | Natalie Imbruglia – Build It Better           |
| 17/9  | Happy Ol' McWeasel – Ni predaje                          | Imagine Dragons – Wrecked                     |
| 8/10  | Stella – Daljnogled                                      | Dermot Kennedy – Better Days                  |
| 29/10 | Jadranka Juras – Otroci noči                             | Saint Djuni – All My Friends                  |
| 5/11  | Samantha Maya – Kar si želiš                             | Dua Lipa & Elton John – Cold Heart (Pnau rmx) |
| 12/11 | Joker Out & Big band RTV SLO – Umazane misli (Frišno 21) | Coldplay & BTS – My Universe                  |
| 19/11 | Taja – Sledim sebi                                       | Adele – Easy on Me                            |
| 26/11 | Taja – Sledim sebi                                       | Coldplay & BTS – My Universe                  |
| 3/12  | Peron – Dežnik                                           | Adele – Easy on Me                            |
| 10/12 | Kevin Koradin – Vse kot prej                             | U2 – Your Song Saved My Life                  |
| 17/12 | Leopold I. – Pleše po svoje (JOK '21)                    | Ed Sheeran – Overpass Graffiti                |

### 2022
| Datum   | Top Slovenija                                 | Top International                                  |
| ------- | --------------------------------------------- | -------------------------------------------------- |
| 14. 01. | Gušti − Še je dobro                           | U2 − Your Song Saved My Life                       |
| 21. 01. | Neisha & Brako Đurić Đuro − Ne skrbi/Ne brini | OneRepublic − Sunshine                             |
| 28. 01. | Neisha & Brako Đurić Đuro − Ne skrbi/Ne brini | Adele − Oh My God                                  |
| 04. 02. | Maraaya − Zdaj pa greš                        | Sting − Rushing Water                              |
| 11. 02. | Simon Vadnjal − Plus minus                    | Lost Frequencies & Calum Scott − Where Are You Now |
| 18. 02. | Tabu − Zmaji                                  | The Weeknd − Sacrifice                             |
| 25. 02. | Samantha Maya & Stella − Le spomin            | James Morrison − Don't Mess with Love              |
| 04. 03. | Samantha Maya & Stella − Le spomin            | George Ezra − Anyone for You                       |
| 11. 03. | Bepop − Brez kril                             | George Ezra − Anyone for You                       |
| 18. 03. | Jan Plestenjak − Na vetru s severa            | Michael Bublé − I'll Never Not Love You            |
| 25. 03. | Manouche − Si sama?                           | Michael Bublé − I'll Never Not Love You            |
| 31. 03. | Manouche − Si sama?                           | Train − AM Gold                                    |
| 08. 04. | Žan Serčič − Zadnja noč                       | Laura Pausini − Scatola                            |
| 19. 04. | Rina − Nič ne velja                           | OneRepublic − West Coast                           |
| 26. 04. | LPS − Disko                                   | Florence & The Machine − My Love                   |
| 03. 05. | LPS − Disko                                   | Harry Styles − As It Was                           |
| 13. 05. | Vesna Kovač − Konjak                          | Harry Styles − As It Was                           |
| 20. 05. | Ana Ferme − S tabo                            | Harry Styles − As It Was                           |
| 27. 05. | I.C.E. − Kar te dela živega                   | George Ezra − Green Green Grass                    |
| 10. 06. | Nina Pušlar − Nina Nina Nina                  | George Ezra − Green Green Grass                    |
| 17. 06. | 2B & Kevin Koradin − Še včeraj                | Brothers Osborne − Younger Me                      |
| 01. 07. | Nina Pušlar − Nina Nina Nina                  | Lady Gaga − Hold My Hand                           |
| 08. 07. | Peron − Prepih                                | Sam Ryder − Space Man                              |
| 15. 07. | Leopold I. − Kinderšpil                       | Paolo Nutini − Through the Echoes                  |
| 22. 07. | Samantha Maya − Adrenalin                     | Diana Ross & Tame Impala − Turn Up Sunshine        |
| 29. 07. | Samantha Maya − Adrenalin                     | Diana Ross & Tame Impala − Turn Up Sunshine        |
| 05. 08. | Omar Naber − Ogenj                            | Mark Ronson & Lucky Daye − Too Much                |
| 12. 08. | BosaZnova − Želje                             | LF System − Afraid to Feel                         |
| 19. 08. | BosaZnova − Želje                             | LF System − Afraid to Feel                         |
| 26. 08. | Tretji kanu − Na zadnji julijski dan          | Harry Styles − Late Night Talking                  |
| 02. 09. | 6pack Čukur − Klasični Štajerc                | Harry Styles − Late Night Talking                  |
| 16. 09. | Balladero − Marelice                          | Robbie Williams − Lost                             |
| 23. 09. | Pliš − Pistacija                              | Robbie Williams − Lost                             |
| 30. 09. | Joker Out − Katrina                           | Elton John & Britney Spears − Hold Me Closer       |
| 07. 10. | Fed Horses − Ljubezen                         | Elton John & Britney Spears − Hold Me Closer       |
| 14. 10. | Fed Horses − Ljubezen                         | OneRepublic − I Ain't Worried                      |
| 21. 10. | Nina Pušlar − Prste stran                     | Lewis Capaldi − Forget Me                          |
| 28. 10. | Nina Pušlar − Prste stran                     | Lewis Capaldi − Forget Me                          |
| 04. 11. | Jon Vitezič − Pot na Mars                     | Sam Smith & Kim Petras − Unholy                    |
| 11. 11. | Nino Ošlak − Za oba                           | Bruce Sprengsteen − Do I Love You (Indeed I Do)    |
| 18. 11. | Maja Založnik − Orion                         | Bruce Sprengsteen − Do I Love You (Indeed I Do)    |
| 25. 11. | Mia Guček − Nove slike                        | Taylor Swift − Anti-Hero                           |
| 02. 12. | Mia Guček − Nove slike                        | Taylor Swift − Anti-Hero                           |
| 09. 12. | Žan Serčič & Šakali − Letim 22                | Rihanna − Lift Me Up                               |
| 16. 12. | Maraaya − Le ob tebi                          | Pink − Never Gonna Not Dance Again                 |
| 23. 12. | Eva Boto − Za božič kot otrok                 | Pink − Never Gonna Not Dance Again                 |
| 30. 12. | Uroš & Tjaša − S tabo upam si leteti          | Taylor Swift − Anti-Hero                           |

### 2023
| Datum   | Top Slovenija                                | Top International                                     |
| ------- | -------------------------------------------- | ----------------------------------------------------- |
| 20. 01. | Mate Bro − Lo fi jutro                       | Pink − Never Gonna Not Dance Again                    |
| 27. 01. | I.C.E. − Flow                                | Tom Grennan − You Are Not Alone                       |
| 03. 02. | Alex Volasko − Zatišje                       | Tom Gregory − Forget Somebody                         |
| 10. 02. | Nina Pušlar − Malo malo                      | Imagine Dragons − Symphony                            |
| 17. 02. | Nina Pušlar − Malo malo                      | Miley Cyrus − Flowers                                 |
| 24. 02. | The Over Drive Cats − Jaz bom šla            | Miley Cyrus − Flowers                                 |
| 03. 03. | Taja − Za trenutek                           | U2 − Pride (In the Name of Love) [Songs of Surrender] |
| 10. 03. | Joker Out − Carpe diem                       | Miley Cyrus − Flowers                                 |
| 17. 03. | Neisha & Hamo − Res je čudno                 | Pink − Trustfall                                      |
| 24. 03. | Laibach − O, Triglav, moj dom                | Miley Cyrus − Flowers                                 |
| 31. 03. | Neisha & Hamo − Res je čudno                 | Niall Horan − Heaven                                  |
| 07. 04. | 2B − Do 5. dimenzije                         | The Weeknd − Die for You                              |
| 14. 04. | Mi2 − Le zaspi                               | Pink − Trustfall                                      |
| 21. 04. | Leila Aleksandra − Rajske ptice              | Ed Sheeran − Eyes Closed                              |
| 28. 04. | Mi2 − Le zaspi                               | Ed Sheeran − Eyes Closed                              |
| 05. 05. | Batista Cadillac & Amaya − Pust me do besede | Taylor Swift − All of the Girls You Loved Before      |
| 12. 05. | 2B − Do 5. dimenzije                         | Morgan Wallen − Last Night                            |
| 19. 05. | Kokosy − Lukatova mami                       | Calvin Harris & Ellie Goulding − Miracle              |
| 26. 05. | Balladero − Verjet                           | Lewis Capaldi − Wish You All the Best                 |
| 09. 06. | Bepop − Dlan v dlan                          | Calvin Harris & Ellie Goulding − Miracle              |
| 16. 06. | Manca Špik − Rekel si                        | Calvin Harris & Ellie Goulding − Miracle              |
| 30. 06. | Mistermarsh − Umetnost lahke gravitacije     | Loreen − Tattoo                                       |
| 07. 07. | Mistermarsh − Umetnost lahke gravitacije     | Dua Lipa − Dance the Night                            |
| 14. 07. | Tabu − Vsak dan                              | Kylie Minogue − Padam Padam                           |
| 21. 07. | Tabu − Vsak dan                              | Kylie Minogue − Padam Padam                           |
| 28. 07. | Samantha Maya − Past                         | OneRepublic − Runaway                                 |
| 04. 08. | Omar Naber − Poseben model                   | Dave & Central Cee − Sprinter                         |
| 11. 08. | Neon Jupiter − Zvezdni prah                  | Olivia Rodrigo − Vampire                              |
| 18. 08. | Bomb Shell − Potujem                         | Luke Combs − Fast Car                                 |
| 25. 08. | BosaZnova − Običajen par                     | Billie Eilish − What Was I Made For                   |
| 01. 09. | Nino Ošlak − To je to                        | Billie Eilish − What Was I Made For                   |
| 08. 09. | Anja Strajnar − Požvižgam se na vse          | The 1975 − Looking for Love                           |
| 15. 09. | Neon Jupiter − Zvezdni prah                  | Taylor Swift − Cruel Summer                           |
| 22. 09. | Žan Serčič & Cubismo − Vse bom dal za tebe   | The Rolling Stones − Angry                            |
| 29. 09. | Žan Serčič & Cubismo − Vse bom dal za tebe   | The Rolling Stones − Angry                            |
| 06. 10. | Alya − Zdaj in za vedno                      | Taylor Swift − Cruel Summer                           |
| 13. 10. | Siddharta − Prepovedana                      | Jungle − Back on 74                                   |
| 20. 10. | Siddharta − Prepovedana                      | U2 − Atomic City                                      |
| 27. 10. | Neisha − Lepe besede                         | U2 − Atomic City                                      |
| 03. 11. | Nina Pušlar − Ironija                        | Doja Cat − Paint the Town Red                         |
| 10. 11. | Nina Pušlar − Ironija                        | Ed Sheeran − American Town                            |
| 17. 11. | Lara Love & Sky − Anima                      | Lenny Kravitz − TK421                                 |
| 24. 11. | Žan Serčič − Slepa ulica                     | The Beatles − Now and Then                            |
| 01. 12. | Anja Rupel − Srce že ve                      | Kenya Grace − Strangers                               |
| 08. 12. | Bilbi − Dolge luči                           | Taylor Swift − Is It Over?                            |
| 15. 12. | Flirrt − Kometa                              | Dua Lipa − Houdini                                    |
| 22. 12. | 2B − Vredno Hollywooda                       | Dua Lipa − Houdini                                    |
| 29. 12. | I.C.E. − Vikend                              | Noah Kahan − Stick Season                             |

### 2024
| Datum   | Top Slovenija                                            | Top International                             |
| ------- | -------------------------------------------------------- | --------------------------------------------- |
| 12. 01. | Fed Horses − 0..s teboj                                  | Noah Kahan − Stick Season                     |
| 19. 01. | Vlado Kreslin, Masayah, Donna M, Ajdina − Hej, muzikanti | Pink − All Out of Fight                       |
| 26. 01. | Vlado Kreslin, Masayah, Donna M, Ajdina − Hej, muzikanti | Noah Kahan − Stick Season                     |
| 02. 02. | Anika Horvat − Zvezda                                    | Gossip − Crazy Again                          |
| 09. 02. | Hamo & Tribute 2 Love − Ideje boga                       | Teddy Swims − Lose Control                    |
| 16. 02. | Vlado Kreslin, Masayah, Donna M, Ajdina − Hej, muzikanti | Paloma Faith − My Sweet Baby                  |
| 23. 02. | Parvani Violet − Mag                                     | Ariana Grande − yes, and?                     |
| 01. 03. | Žan Serčič − Nor sem nate (v živo)                       | Billy Joel − Turn the Lights Back On          |
| 08. 03. | Neon Jupiter − Kam pluje dan                             | Jennifer Lopez − Can't Get Enough             |
| 15. 03. | Nastja Gabor − Letim                                     | Tones & I − Dreaming                          |
| 22. 03. | Samantha Maya − Melanholija                              | Beyoncé − Texas Hold 'Em                      |
| 29. 03. | Balladero − Glej me, sanjam                              | Beyoncé − Texas Hold 'Em                      |
| 12. 04. | Balladero − Glej me, sanjam                              | Beyoncé − Texas Hold 'Em                      |
| 19. 04. | Flirrt − Ostani za vedno                                 | Bon Jovi − Legendary                          |
| 26. 04. | Raiven − Veronika                                        | Dua Lipa − Training Season                    |
| 03. 05. | Flirrt − Ostani za vedno                                 | Mark Knopfler − Two Pairs of Hands            |
| 10. 05. | Raiven − Veronika                                        | Hozier − Too Sweet                            |
| 17. 05. | Raiven − Veronika                                        | Taylor Swift & Post Malone − Fortnight        |
| 24. 05. | Romachild − Vzem si ga                                   | Michael Marcagi − Scared to Start             |
| 31. 05. | 2B − Pustolovsko srce                                    | Baby Lasagna − Rim Tim Tagi Dim               |
| 07. 06. | Romachild − Vzem si ga                                   | Sabrina Carpenter − Espresso                  |
| 14. 06. | Paul Grem − Nebo                                         | Sabrina Carpenter − Espresso                  |
| 21. 06. | Neisha − Slovo                                           | Hozier − Too Sweet                            |
| 28. 06. | Leonart − Mesto že spi                                   | Billie Eilish − Lunch                         |
| 05. 07. | Samantha Maya − Amor                                     | Eminem − Houdini                              |
| 12. 07. | Sopranos − Nekaj lepega                                  | Eminem − Houdini                              |
| 19. 07. | Orlek & Maja Predatoria − Na morje                       | The Script − Both Ways                        |
| 26. 07. | Žan Videc − Neznano                                      | Coldplay − feelslikeimfallinginlove           |
| 02. 08. | Anika Horvat & Lara Baruca − Danes je vse                | Post Malone & Morgan Wallen − I Had Some Help |
| 09. 08. | Žan Videc − Neznano                                      | Chappel Roan − Good Luck, Babe!               |
| 16. 08. | Neon Jupiter − Plešem                                    | Sabrina Carpenter − Please Please Please      |
| 23. 08. | Neon Jupiter − Plešem                                    | Katy Perry − Woman's World                    |
| 30. 08. | 2B − Ana iz Pirana                                       | Shaboozey − A Bar Song (Tipsy)                |
| 06. 09. | Balladero − Kantina                                      | Charli XCX ft. Billie Eilish − Guess          |
| 13. 09. | Žan Videc − Neznano                                      | Charli XCX ft. Billie Eilish − Guess          |
| 20. 09. | Eva Boto − Moje zlato                                    | Lady Gaga & Bruno Mars − Die with a Smile     |
| 27. 09. | Gušti in Joker Out − Tudi jaz                            | Sabrina Carpenter − Taste                     |
| 04. 10. | Gušti in Joker Out − Tudi jaz                            | Sabrina Carpenter − Taste                     |
| 11. 10. | Leonart − Izi                                            | Lady Gaga & Bruno Mars − Die with a Smile     |
| 18. 10. | Leonart − Izi                                            | The Weeknd − Dancing in the Flames            |
| 25. 10. | Nino Ošlak − Kdo te zdaj objema                          | Sabrina Carpenter − Taste                     |
| 01. 11. | ZÁLI − Povej mi                                          | Lady Gaga & Bruno Mars − Die with a Smile     |
| 08. 11. | Maja Keuc − On ni ta                                     | Imagine Dragons & Kygo − Stars Will Align     |
| 15. 11. | Maja Keuc − On ni ta                                     | Gigi Perez − Sailor Song                      |
| 22. 11. | Flirrt − Za naju                                         | Gigi Perez − Sailor Song                      |
| 29. 11. | Alex Volasko − Zvezdogleda                               | Zucchero − Amor che muovi il sole             |
| 06. 12. | Bilbi − Spomini                                          | ROSÉ & Bruno Mars − APT.                      |
| 13. 12. | Masharik − Na dnu morja                                  | Morgan Wallen − Love Somebody                 |
| 20. 12. | Anja Pavlin & Alfi Nipič − Lepo počasi                   | Sam Fender − People Watching                  |